# Belkacem Radjef
Pour les articles homonymes, voir Belkacem.
Belkacem Radjef né le 19 septembre 1909 en Kabylie à Larbaâ Nath Irathen, décédé à Alger le 25 mai 1989, est un homme politique algérien. Il a combattu le colonialisme français et milité pour l'indépendance de l'Algérie.

## Biographie
Radjef Belkacem, originaire de Fort National, arriva en France en 1928 et exerça  la profession de menuisier et de garçon de lavoir à Levallois- Perret.
A partir d’avril, il devint marchand de quatre saisons.Ce fut à ce moment qu’il entra en contact avec l’ENA qui, bien que dissoute en 1929, continuait ses activités.
Radjef raconte : "En 1930, j'eus l'occasion de revoir Si Djilani. II nous a présenté le journal EI Ouma. Le premier article qui a attiré mon attention, c'était sur quatre colonnes : Notre émancipation dépend de notre action" (Cette phrase est son épitaphe sur sa tombe au cimetière Al Aliya)."Si Djilani m'a appris que le journal était financé par les militants, tirait à 3 000 exemplaires et était donné plus souvent gratuitement que vendu. Un rendez-vous me fut fixé avec des militants. Huit jours après, j'ai assisté à une réunion, j'ai vu des militants parler, discuter de nationalisme, d'indépendance. Je retins ceci : il fallait se défendre, s'organiser, s'unir, créer un mouvement, pour lutter, relever le défi,sauvegarder notre dignité parceque je voyais que, partout, nous étions maltraités, malheureux. C'est la raison qui m'a amené à militer au sein de cette organisation»
1930 a 1933 il rejoint les anciens membres de l"ENA dissoute en 1929 et participe aux travaux qui menent le 28 Mai 1933 a la naissance de la Glorieuse Etoile Nord Africaine (plus de 90% des membres sont Algeriens). Elu tresorier, Messali Hadj president, Amar Imache secretaire general
Le 28 mai 1933 une assemblée générale secrète se tient et élit Messali Hadj, président, Amar Imache, secrétaire général, Belkacem Radjef, trésorier général, et désigne Si Djilani comme directeur du périodique El-Ouma (« La Nation ») dont Imache sera rédacteur en chef. La double appartenance avec le Parti communiste est interdite.
"Menant une activité inlassable, il était de toutes les réunions de l’Etoile. En novembre 1934, il est inculpé et condamné pour reconstitution de ligue dissoute. Il sera incarcéré en décembre de la même année et restera en prison jusqu'en juin 1936." 

Après la seconde dissolution de l'ENA, par le gouvernement du Front Populaire, Radjef conserve en 1937 la fonction de trésorier dans le nouveau parti qui la remplace, le Parti du peuple algérien.
Durant la Seconde Guerre mondiale, Belkacem Radjef a "adhéré au Comité Nord-africain du Rassemblement National Populaire, ainsi que plusieurs militants du PPA dans le but, semble-t-il, de noyauter groupement à des fins séparatistes (indépendantistes)." 
Après l'armistice, il est autorisé par les forces d'occupation allemandes à animer une émission en kabyle sur Radio-Paris. Les relations seront terminées un an plus tard.
Belkacem Radjef ne semble jamais avoir collaboré avec le régime nazi, et aucune trace ne l’accuse de trahison ou de collusion idéologique, il s’agit "d'un calcul stratégique dans une situation désespérée" notamment après les trahisons du Front Populaire ou l’interdiction de militer pour l’indépendance émise sous Vichy.
Son attitude semble s’inscrire dans une zone grise pragmatique, partagée à l’époque par d’autres militants décoloniaux (certains Tunisiens, Indiens, Vietnamiens), qui ont du manœuvrer dans le chaos de la guerre pour faire exister leur cause.
Ces relations avec les allemands seront parfois instrumentalisés par des opposants politiques pour tenter de le discréditer ou par la police Française pour l’emprisonner en 1954.
En 1946, le PPA est suivi par le MTLD Mouvement pour le triomphe des libertés démocratiques en Algérie.
Il est arrêté en décembre 1954, six semaines après le déclenchement de l'insurrection ouvrant la guerre d'Algérie. Il devient membre de l'organisation centrale du Front de libération nationale dès sa libération en septembre 1956 et le reste jusqu'à l'indépendance de l'Algérie en 1962.
Après l'indépendance de l'Algérie il part vivre à Alger crée le Secours National Algérien (SNA) avec un groupe de militants. Il se consacre à des actions sociales dans le contexte d'une Algérie en pleine reconstruction. Le Secours NationalAlgérien (SNA), vise à réhabiliter les enfants des rues, souvent contraints de devenir cireurs. «Il ne faudrait plus voir dans l'Algérie indépendante un Algérien s'agenouiller pour cirer les chaussures de son semblable. C'est l'image même du colonialisme, de l'asservissement», déclare-t-il lors d'une réunion en 1962.
Il prend sa retraite en 1978 et vivra à Alger jusqu'à son décès en 1989.
Il repose dans le Carre des Martyrs au cimetière El Alia dans la banlieue d'Alger.
La poste de Tizi-Ouzou porte son nom et une plaque et un portrait y ont été posés en hommage.